# Kefar Rosh HaNiqra
Kefar Rosh HaNiqra (hebreiska: כפר ראש הנקרה, Ro’sh HaNikra) är en ort i norra Israel.   Den ligger i distriktet Norra distriktet, i den norra delen av landet. Kefar Rosh HaNiqra ligger 44 meter över havet och antalet invånare är 1 143.
Terrängen runt Kefar Rosh HaNiqra är kuperad österut. Havet är nära Kefar Rosh HaNiqra åt nordväst.Runt Kefar Rosh HaNiqra är det ganska tätbefolkat, med 90 invånare per kvadratkilometer. Närmaste större samhälle är Nahariya, 8,5 km söder om Kefar Rosh HaNiqra. Trakten runt Kefar Rosh HaNiqra består till största delen av jordbruksmark.